# Hörstab

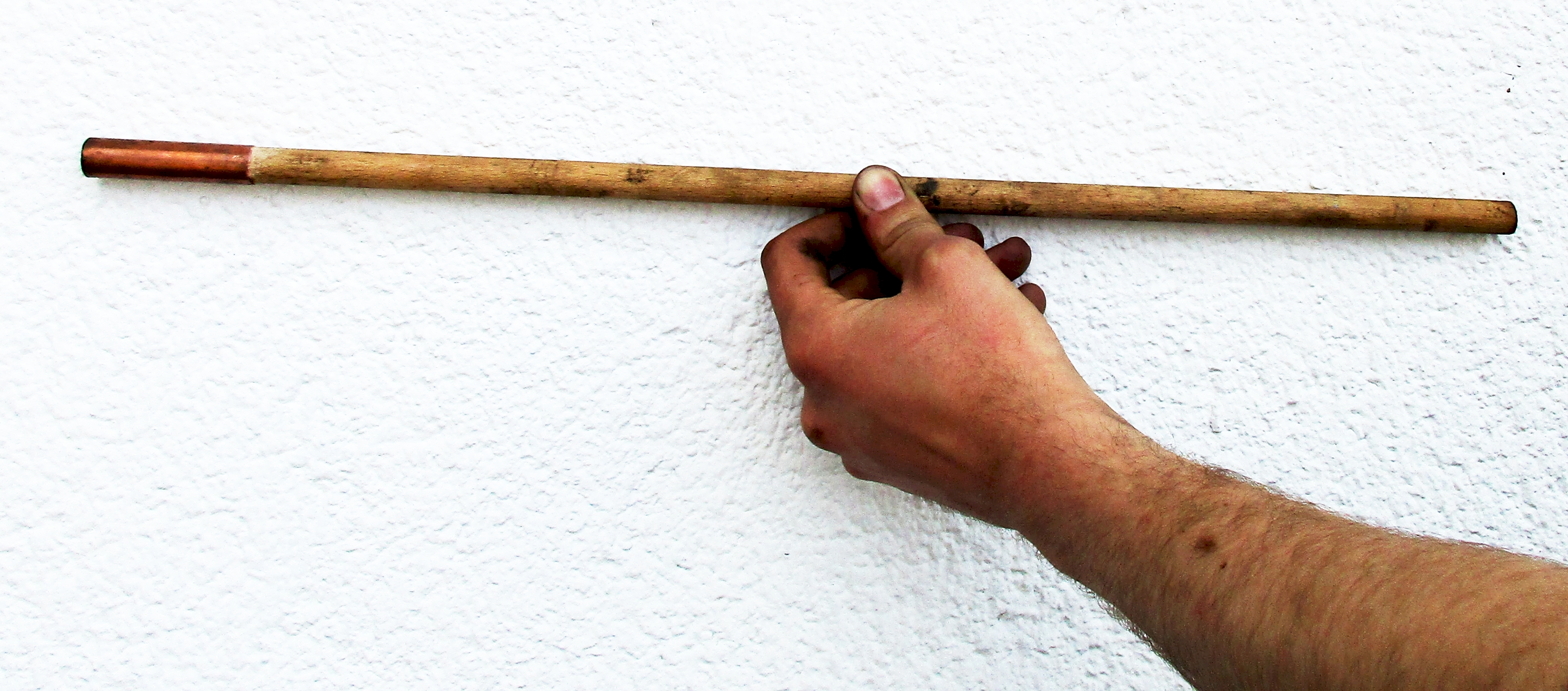
Hörstab

Ein Hörstab (auch Abhorchstange) ist ein Werkzeug zur Fehlerdiagnose bei Motoren.  
Ein Hörstab besteht aus einem etwa 50 bis 80 cm langem Holzstab mit 2 bis 3 cm Durchmesser und einer 5 bis 10 cm langen aufgesteckten Metallröhre. Durch die Verbindung zwischen Schädelknochen und dem Außenkontakt mit einem geschlossenen System sowie eine Verstärkung des Schalls durch Resonanz des Hörstabes werden Geräusche aus dem Inneren des geschlossenen Systems hörbar.
In den 1930er Jahren wurde in Deutschland ein Hörstab unter den Marken „Diaton Resonator“ und „Meccano Stethoscop“ vertrieben.